# Галша (Арад)
Галша (рум. Galșa) насеље је у Румунији у округу Арад у општини Ширија. Oпштина се налази на надморској висини од 109 m.

## Историја
У месту је стара православна црква из 1715. године, посвећена Успенију Пресвете Богородице или Великој Госпојини. Нова, данашња црква је подигнута 1749. године. У 19. веку је добила класицистичку западну фасаду. Темпло је дрвена преграда, на којем су иконе рад Стефана Тенецког рађене 1769-1770. године. Тенецки је насликао и целивајуће неке иконе. Румунска православна црква је такође ит 1749. године. Број Срба је пред Другог светског рата износио 342 душе.
Године 1740. Галша је граничарски шанац у Поморишкој граници.
Архимандрит манастира Ходоша 1837-1839. године Григорије Кириловић, рођен је у месту Галши.
Галша је 1834. године потпала под утицај Уније. Епископ арадски Максим Манујловић је са неким архимандритом и Лукачеком отишао из Арада у Галшу, да на лицу места спречи прелазак православаца у унију. Но није ије имао успеха говорећи окупљеном народуSIRUTA код протиног дома. Месни учитељ Никола Сележан заговорник унијата је био дрзак и добацивао му ометајући га током обраћања народу. Након што је отишао из места, сазнао је да је требало да дођу у Галшу унијатски свештеници из Великог Варадина, да убеђују народ који кренуо странпутицом. Наручио је одмах од вицеишпана једну делегацију која ће ићи у Галшу, да намере унијата поквари. У делегацији су били световњаци: вицеишпан Фашко, стари Петар Чарнојевић, камерални префект Марковић, вицефишкал Кочуба, и солгабиро Петр Ванк. А од православних попова Рац и Жуљањи са вилагошким протом. Прелаз у унију је био неминован, упркос убеђивању, јер је народ био подбуњен. Солгабиро (срески начелник) Папхази је ускоро јавио да су сви у Галши прешли у унију, и православну цркву "преотели". Само је 40 породица остало православно, а међу њима су старе газде (остали уплакани), јер су они ту цркву и градили.
Српски мецена Сава Текелија је имао у Галши један виноград. Дана 6. новембра 1840. године боравио је он ту у виноградарској кућици; тада је видео неко привиђење кроз чудну светлост. Виноград је 1859. године почео да се парложи; како није било купца Матица српска је морала да га обрађује, преко арендатора. Године 1860. јануара тај виноград куповао је од Матице српске, адвокат Коломан Чутак из Панкоте. Како се није хтео погађати матичин повереник Костић је тражио бољег понуђача. Купио је виноград исте априла 1860. године, Александар Гавра за 4.200 ф.

## Становништво
Према подацима из 2002. године у насељу је живело 2174 становника.

### Попис2002.
| Расподела становништва по националности 2002.‍ | Расподела становништва по националности 2002.‍ | Расподела становништва по националности 2002.‍ | Расподела становништва по националности 2002.‍ | Расподела становништва по националности 2002.‍ |
| --------------------------------------------- | --------------------------------------------- | --------------------------------------------- | --------------------------------------------- | --------------------------------------------- |
|                                               |                                               |                                               |                                               |                                               |
| Румуни                                        | Румуни                                        |                                               | 1.822                                         | 84,0%                                         |
| Мађари                                        | Мађари                                        |                                               | 152                                           | 7,0%                                          |
| Роми                                          | Роми                                          |                                               | 139                                           | 6,4%                                          |
| Немци                                         | Немци                                         |                                               | 57                                            | 2,6%                                          |